# Nina Nikolajewna Subbotina
Nina Nikolajewna Subbotina, geboren Nina Nikolajewna Barabanowa, (russisch Нина Николаевна Субботина; * 2. August 1946 in Swerdlowsk) ist eine sowjetische bzw. russische Mathematikerin und Hochschullehrerin.

## Leben
Barabanowa, Tochter der Uralmasch-Angestellten Nikolai Maxmowitsch Barabanow und Soja Nikolajewna Barabanowa, studierte an der Ural-Universität (UrGU) in der Mathematik-Mechanik-Fakultät mit Abschluss 1969. Ihre Diplomarbeit fertigte sie bei dem Mathematiker Juri Ossipow und dem Biologen Adolf Mokronossow an.
Anschließend wurde Barabanowa Mitarbeiterin des Instituts für Mathematik und Mechanik (IMM) der Ural-Abteilung (UrO) der Akademie der Wissenschaften der UdSSR (AN-SSSR, seit 1991 Russische Akademie der Wissenschaften (RAN)) in der Abteilung für Dynamische Systeme. Dort lernte sie den Abteilungsleiter Andrei 
Subbotin kennen, den sie heiratete und mit dem sie den Sohn Ismail bekam.
Die Aspirantur absolvierte sie im IMM bei Niolai Krassowski und Andrei Subbotin. Sie verteidigte 1976 ihre Dissertation zur Spieltheorie mit Erfolg für die Promotion zur Kandidatin der physikalisch-mathematischen Wissenschaften.
Seit 1997 lehrt Subbotina an der UrGU.
Am 18. Juni 2003 verteidigte Subbotina am IMM ihre Doktor-Dissertation über die Methode der Charakteristiken in der Theorie der Hamilton-Jacobi-Gleichungen und ihre Einführung in die Kontrolltheorie mit Erfolg für die Promotion zur Doktorin der physikalisch-mathematischen Wissenschaften. Ihre offiziellen Opponenten waren Nikolai Krassowski, Arkadi Krjaschimski und Arik Melikjan. 2004 folgte ihre Ernennung zur Professorin. Ihr Forschungsschwerpunkt blieben die Spieltheorie und insbesondere die Differential Games. 2011 wurde sie zum Korrespondierenden Mitglied der RAN gewählt.

## Ehrungen, Preise
- A.-I.-Subbotin-Preis der UrO RAN (2004)[2]